# استورن
شهرک استورن،(به انگلیسی: Støren) در ۵۰ کیلومتری جنوب تروندهایم واقع شده‌است. شهرک استورن، یک محل تقاطع ترافیک است. دراین شهرک، راه‌آهن دووره، با خط راه‌آهن روروس و جادهٔ اروپایی (E6) از جنوب؛ با جادهٔ داخلی شمارهٔ ۳۰ تلاقی می‌کنند.
شهرک استورن، یک شهرداری سابق در استان تروندلاگ بود. این شهرداری در سال ۱۸۳۷ تأسیس شده بود. در سال ۱۹۶۴ استورن، با شهرداری‌های همسایه ادغام شد. این شهر یک مرکز اداری در شهرداری گلدال مرکزی است.
طبق برآورد آمار سال ۲۰۲۰ میلادی، این شهرک ۲٫۴ کیلومتر مربع مساحت دارد؛ و تعداد اهالی آن برابر ۲۳۶۱ نفر است.